# Éves kiválasztóversenyek
Az „Az év …” elnevezésű kiválasztóversenyek olyan, évente kiválasztott dolgok, vagy rövid listák, melyben egy adott körből – gyakran közönségszavazatok alapján – kiválasztanak egyet, ami abban az évben a díjazott. A versenyek témája gyakorlatilag bármi lehet, a nem üzleti érdekeltségűek között gyakran találunk növényeket és állatokat, illetve természeti képződményeket.
Ezeknek a versenyeknek a célja a leggyakrabban az, hogy egy adott területre (például fák, gyógynövények, madarak) felhívják az emberek figyelmét, illetve ismertessék a terület egy-egy érdekes vagy fontos képviselőjét. A versenyek gyakran a szépséget (látványt) értékelik, de gyakori az előnyös jellemzők, hasznosság szerinti győztes is.
Mivel ilyen versenyt gyakorlatilag bárki indíthat, így nincs egyértelmű választóvonal a pár embert érintő és a több százezer szavazatot összesítő versenyek között. Számos nemzetközi szinten létező versenyt is találunk, mint amilyen például a Wikimédia Commons Az év fotója verseny, vagy Az év európai fája.

## Nem üzleti érdekeltségű versenyek
Ezek a versenyek nem a versenyt kiíró üzleti érdekeit képviselik, hanem felhívják a figyelmet az élet – általában a természeti környezet – egy adott körére, annak értékeire.

### Magyar versenyek
- Az év ásványa, ősmaradványa, ásványi nyersanyaga;[1]
- Az év fája;[2]
- Az év gombája;[3]
- Az év gyógynövénye;[4]
- Az év hala;[5]
- Az év hüllője/kétéltűje;[6]
- Az év lepkéje;[7]
- Az év madara;[8]
- Az év rovara;[9]
- Az év emlőse.[10]

## Üzleti célú versenyek
Ezen versenyek gyakorlatilag a reklámok egy fajtájának tekinthetőek, amikor egy adott üzleti kör vagy cég egy adott termékét, vagy cégek termékeit listázzák, hogy a termékek megvásárlását vagy az üzletági hasznot fokozzák.
Ilyen versenyek például adott termékek (autók, könyvek, weblapok, filmek, zenék, …), cégek és cégpozíciók, adott foglalkozási ágak (fotós, természetfotós, zenész stb.) reklámjai, üzleti célú népszerűsítése.

## Magánkezdeményezések
Számos versenyt nem ismert cégek vagy szervezetek támogatásával és népszerűsítésével indítanak, hanem magánemberek vagy kisebb, akár helyi közösségek kezdeményezésére. Ezek vagy csak korlátozott kört tudnak elérni, vagy kifejezetten egy helyi jelentőségű körre koncentrálnak, mint például egy adott iskola kiemelkedő tanára vagy diákja, egy adott település műemléke és hasonlók. Ezek egy része képes magát országosan ismertté is kinőni, mások esetében pedig előfordul, hogy több egyforma elnevezésű verseny is létezik párhuzamosan.